# ゆめうつつ
『ゆめうつつ』は、NHK総合で2012年9月に東海北陸7県で放送されたNHK名古屋放送局制作のテレビドラマである。
本項では、本作の続編として2014年3月に放送された『ゆめうつつー』についても記述する。

## 概要
主演はNHK名古屋アナウンサー（当時）の内藤啓史。内藤演じる謎の男「ナイトウ」を中心に、身の回りで起こる夢の中もしくは現実の世界のどちらともいえない様々な場面に翻弄されていく様子を描いた3分間のドラマである。続編の「ゆめうつつー」は、東海北陸7県のNHK各放送局との共同制作番組となり、各局のスタッフが番組制作に携わっている。
地上波での放送後、番組公式サイトやNHKどーがステーション、ニコニコ動画のNHKちゃんねるでも期間限定で公開された。

## サブタイトル

### ゆめうつつ
第1回「おれは占いに支配されている!?」
占いがテレビニュースで放送される世界で、男は毎朝、ラッキーカラーを信じてその色のものを身に着けていた。次々に幸運が訪れ、毎回ラッキーカラーの色を身にまとうが、そのせいで命の危機に晒された。
第2回「おれの愛した女」
男は妻に先立たれ、毎晩妻と一緒にいた時のビデオを見ていた。それからとある女性と恋に落ち、デートを重ねるが進展はなかった。妻が若かった時の写真を見た時、男は驚愕した。
第3回「アイ・サイト・しりとり」
ニュースキャスターの男は“捨て猫が大量に発生している”と伝えた。それから帰り道で捨てられていた猫に遭遇。そこから視点が次々と切り替わり、話が展開していく。
第4回「音奏（おとかなで）スプレー」
夜、寝ている男の周りを蚊が飛び回る。羽音に耐え兼ね、男は近くにあったスプレーを噴射させると、羽音が全く違う音に変化した。これに気を良くした男はビルの屋上から周囲にスプレーを噴射させていく。
第5回「color bar ～RGB3色のバーテンダー～」
光の三原色をモチーフとしたバー「color bar」に女性客が来店。赤、緑、青のバーテンダー3人が女性の気を引かせる為に、互いに協力して様々なブレンドを展開していく。
第6回「天使の遊戯」
天使たちの前にグラス一杯の水が注がれている。天使たちが水をこぼさないように慎重にコインを入れていくが、内藤演じる天使が失敗するが、こぼれた水は大地を潤していく。
第7回「枝分かれポイント」
男の前に一台の携帯電話が落ちていた。そこから画面が二つに分かれ、男が取った行動からどのように話が展開していくかを映した。
第8回「日常ドラマティクス」
男のとある日常を映しているが、どこにでもあるような場面を、アナウンサーと解説者によるスポーツ実況風ナレーションが入る。

### ゆめうつつー
第1回「ミスターXの数学的恋愛」
まっすぐな道をどちらにもそれずに歩くナイトウ。すると、離れた所に容姿端麗な女性の姿を発見し、しかもだんだんと近づいてくる。だが、二人が一緒になることは永遠にない。
第2回「隣り合う孤独」
会社のトイレから出られなくなったナイトウ。会議に遅れると焦ったが、その時に“なぜ自分は働いているのだろう”と考えた。そして、何とかドアが開き、外に出るのだが・・・。
第3回「おじいちゃん！」
3月2日に誕生日を迎えるナイトウは、離れて暮らす孫が訪ねてくるのを楽しみにしていた。毎日が3月2日ならいいのにと思っていたが、翌日から3月2日が続くことになる。
第4回「自分ゲーム」
自分自身が主人公となったテレビゲームソフトを手に入れたナイトウ。今日一日の鬱憤を晴らすかのように、必殺技を駆使して嫌な上司扮する敵を倒していく。しかし、最後の敵は意外な場所に現れ、しかも逃げることはできない。
第5回「忍術を教える大学」
三重大学で「忍者・忍術学」を学ぶナイトウ。この日の講義は、“誰からも愛される秘術”。この講義の後、学内で鉢合わせした女性の気を惹かせる為、その秘術を使ってみるのだが・・・。（この講座は実際に三重大学で行われている。）
第6回「忘却」
とあるトンネルの中を彷徨うナイトウ。トンネルの壁に、東日本大震災のニュース映像が映し出されている。あの日から3年以上が経過し、既に過去のものになっていないかを問いかけている。
第7回「正しい笑い方」
世の中の常識が何もかも変わった世界。それは笑顔も例外ではなく、これまで通りの笑顔を見せるニュースキャスターのナイトウに指導が入った。ナイトウはそれに従うべきかどうか悩んだが、ある決断を下す。
第8回「アイデンティティ」
病院のベッドで最後の時を迎えようとしているナイトウ。家族も友達もいない彼が迎える最後とは・・・・・。
第9回「ザッピング」
テレビのチャンネルをあれこれ変えていくナイトウ。「ニュース」「通販番組」「自然番組」と、一見すると、単なる個別の番組なのだが、切り替えを続けるうちに思わぬ方向へと事態が進んでいく。
第10回「magic hour」
5つの短編で構成される3人の女子高生の日常を描く。「絶叫少女、とん汁が好き」「ブンブンブン　恋の予感♪」「恋する乙女たち、涙のワケ」「ありがとう　お母さん」「あっと言う間だね　青春は」

## 放送時間
全て日本時間（JST）
- 『ゆめうつつ』
  - 2012年9月17日 - 20日　23:25 - 23:28（第1話から第4話）
  - 2012年9月24日 - 27日　23:25 - 23:28（第5話から第8話）
- 『ゆめうつつー』
  - 2014年3月2日  1:35 - 1:45（第1話から第3話）
  - 2014年3月10日 1:55 - 2:05（第4話から第6話）
  - 2014年3月17日 1:35 - 1:42（第7・8話）
  - 2014年3月24日 1:55 - 2:02（第9・10話）